# Cacari (província)
Cacari (em turco: Hakkâri) é uma província do extremo sudeste da Turquia, situada na regiãodo Sudeste da Anatólia (em turco: Güneydoğu Anadolu Bölgesi), com capital na cidade homónima. Tem 7 095 km² de área e em dezembro de 2021 tinha 278 218 habitantes (densidade: 39,2 hab./km²).
A província faz parte do Curdistão turco, faz fronteira com o Irão e o Iraque e fica a pouca distância da fronteira da Síria. A maior parte dos seus habitantes é de etnia curda.